# Michael Caballero
Pour les articles homonymes, voir Caballero.
Caballero  González est un nom espagnol. Le premier nom de famille, en général paternel, est Caballero ; le second, en général maternel, souvent omis, est González.
Michael Caballero González, né le 1er mars 2003, est un coureur cycliste panaméen.

## Biographie
Lors de la saison 2023, Michael Caballero court durant quelques mois en Espagne chez les amateurs. En 2024, il devient champion du Panama sur route espoirs. Il finit également deuxième de la Vuelta a Chiriquí, la plus prestigieuse compétition cycliste disputée dans son pays. Cette même année, il termine troisième d'une étape du Tour du Costa Rica, sous les couleurs de la sélection nationale panaméenne. 
En mars 2025, il conserve son titre de champion national parmi les espoirs. Le mois suivant, il participe aux championnats d'Amérique centrale, où il se classe troisième du contre-la-montre par équipes et de la course en ligne espoirs. Il fait ensuite son retour dans la péninsule ibérique en intégrant un club valencien. Avec cette formation, il s'impose sur une épreuve disputée en Ségovie, devant son coéquipier et compatriote Franklin Archibold.

## Palmarès et résultats

### Par année
- 2024
  -  Champion du Panama sur route espoirs
  - 2e de la Vuelta a Chiriquí
  - 3e du championnat du Panama du contre-la-montre espoirs
- 2025
  -  Champion du Panama sur route espoirs
  - Vuelta Pinares Segovianos
  - 2e du championnat du Panama du contre-la-montre espoirs
  -  Médaillé de bronze du championnat d'Amérique centrale du contre-la-montre par équipes
  -  Médaillé de bronze du championnat d'Amérique centrale sur route espoirs

### Classements mondiaux
| Année            | 2023 | 2024 |
| ---------------- | ---- | ---- |
| UCI America Tour | 310e | 123e |